# Lago Ranco (Stadt)
Lago Ranco ist eine Stadt und Gemeinde in Südchile. Sie befindet sich in der Provinz Ranco in der Región de Los Ríos. Die Gemeinde Lago Ranco befindet sich am Südufer des gleichnamigen Sees Lago Ranco.
Der Großteil der Bevölkerung von Lago Ranco lebt in ländlichen Gebieten. Landwirtschaft, Forstwirtschaft und Tourismus sind die bedeutsamsten Wirtschaftszweige. Die Andenkordillere und der nördliche Teil des Vulkankomplexes Puyehue-Cordón Caulle umfassen den größten Teil des Gemeindegebietes. Größtes Gewässer der Gemeinde ist der Lago Ranco. Kleinere Seen sind der Lago Maihue, El Huishue, Las Lagunas Gemelas und der Lago Gris.

## Geschichte
Vor der europäischen Landnahme war das Gebiet um den Lago Ranco von dem Mapuchevolk Huilliche  bewohnt. Für den jungen chilenischen Staat im 19. Jahrhundert hatte das Gebiet um den Lago Ranco keine Priorität. Die ersten Kolonisten siedelten sich erst gegen Ende des 19. Jahrhunderts am Seeufer an. Der Kartograph Bernhard Eunom Philippi zeichnete 1848 die ersten Karten des Gebiets. Die Verkehrserschließung des Gebiets begann im Jahre 1928 durch Baubeginn einer Eisenbahnstichstrecke von La Unión ausgehend. Vor allem der Unternehmergeist der Familien Konust, Daniel und Retting förderten das Projekt. Nach der Fertigstellung in den 1930er Jahren erfuhr der Ort einen wirtschaftlichen Aufschwung, vor allem durch die Forstwirtschaft. 1941 wurde das Gebiet offiziell zu einer Gemeinde erklärt.
Die Eisenbahnanbindung wurde in den 1970er Jahren aufgegeben und dem Bus- und LKW-Transport Vorzug gegeben. Inzwischen kann der Lago Ranco auf einer Asphaltstraße vollständig umfahren werden. Attraktionen wie beispielsweise der 1997 gegründete private Schutzgebiet Parque Futangue haben das Gebiet zu einer touristischen Attraktion werden lassen.